# آبورا سوماشی
آبورا سوماشی (油すまし «فشردگر روغن») در فولکلور ژاپنی نوعی یوکای و نایاب بومی استان کوماموتو است که در گردنه‌های کوهستانی شهر کوماموتو زندگی می‌کند. این یوکای به شکل یک موجود انسان‌نمای کوتاه و نسبتاً چاق، با سری بزرگ و زشت به شکل سیب‌زمینی یا سنگ است، که یک بارانی بافته شده از جنس کاه به تن دارد. آبورا سوماشی بسیار کمیاب است و تنها در اعماق کوه‌ها و گردنه‌های کوهستانی بخش‌های جنوبی کشور ژاپن-محدوده‌ای که گیاهان چای وحشی در آن می‌روید، یافت می‌شود. اطلاعات بسیار کمی دربارهٔ سبک زندگی و عادات این یوکای گوشه‌گیر وجود دارد.

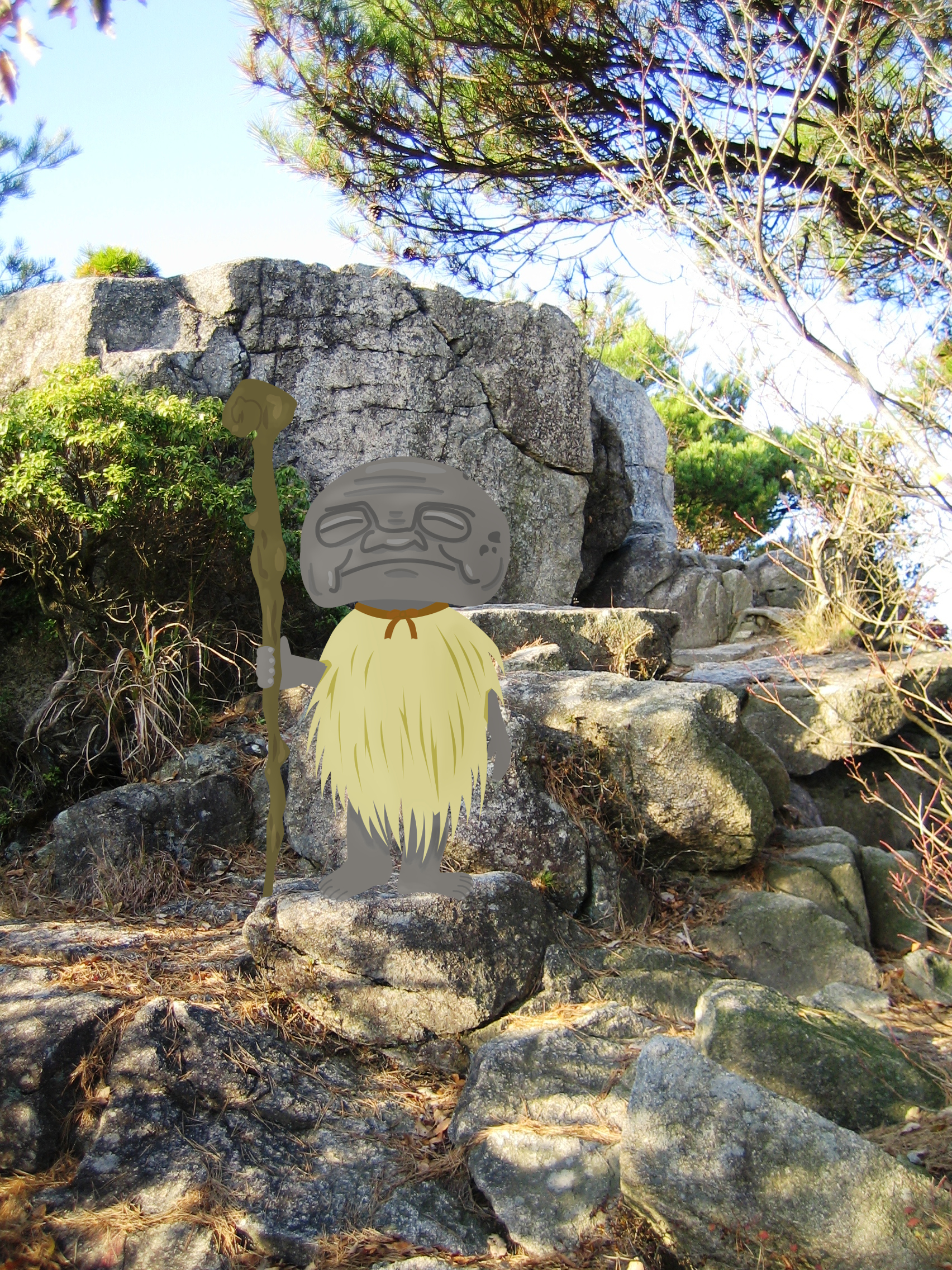
تصویری از آبورا سوماشی

آبورا سوماشی به معنای لغوی «فشردگر روغن» است، و از عمل فشردن روغن دانه‌های گیاهان چای گرفته شده‌است که در استان کوماموتو رشد می‌کنند. اگرچه منشأ آن‌ها به مانند رازی می‌ماند، اما معمولاً اعتقاد بر این است که آبورا سوماشی ارواح دزدان روغن هستند که به جنگل پا به فرار می‌گذارند.